# Rossiteria
Rossiteria is een geslacht van weekdieren uit de klasse van de Gastropoda (slakken).

## Soorten
- Rossiteria nucleolus (Pilsbry, 1903)
- Rossiteria nucleus (Philippi, 1849)
- Rossiteria pseudonucleolus Poppe, Tagaro & Dekker, 2006